# کندسر (تنکابن)
کندسر (تنکابن)، روستایی از توابع بخش مرکزی شهرستان تنکابن در استان مازندران ایران است. معروف ترین خانواده این روستا خانواده محترم حسین پور است.
این روستا پر افتخار ترین روستای تنکابن است. ساکنان این 
روستا به سیرابی خور ها معروف هستند.

## جمعیت
این روستا در دهستان گلیجان قرار دارد و براساس سرشماری مرکز آمار ایران در سال ۱۳۸۵، جمعیت آن ۳۹۳ نفر (۱۱۹خانوار) بوده‌است.